# USS Presley (DE-371)
USS Presley (DE-371) là một tàu hộ tống khu trục lớp John C. Butler từng phục vụ cùng Hải quân Hoa Kỳ trong Chiến tranh Thế giới thứ hai. Nó là chiếc tàu chiến duy nhất của Hải quân Hoa Kỳ được đặt cái tên này, theo tên Thượng sĩ kỹ thuật không lực Sam Davis Presley (1918–1942), người từng phục vụ cùng tàu sân bay Enterprise (CV-6), đã mất tích trong Trận chiến quần đảo Santa Cruz vào ngày 26 tháng 10, 1942 và được truy tặng Huân chương Chữ thập Hải quân. Nó đã phục vụ trong suốt Thế chiến II, được cho ngừng hoạt động sau khi xung đột chấm dứt vào năm 1946, rồi cuối cùng bị bán để tháo dỡ vào năm 1970.

## Thiết kế và chế tạo
Lớp John C. Butler được thiết kế nhằm đáp ứng nhu cầu một số lượng lớn nhưng rẻ tiền của một kiểu tàu hộ tống chống tàu ngầm để hộ tống các đoàn tàu vận tải vượt đại dương. Chúng có chiều dài chung 306 foot (93,3 m), mạn tàu rộng 36 foot 10 inch (11,2 m) và mớn nước 13 foot 4 inch (4,1 m), trọng lượng choán nước tiêu chuẩn 1.350 tấn Anh (1.372 t), và lên đến 1.745 tấn Anh (1.773 t) khi đầy tải, với một thủy thủ đoàn bao gồm 14 sĩ quan và 201 thủy thủ. Con tàu được vận hành bởi hai turbine hơi nước hộp số Westinghouse; hơi nước được cung cấp bởi hai nồi hơi "D" Express, tạo ra công suất 12.000 mã lực càng (8.900 kW) và cho phép đạt được tốc độ tối đa 24 hải lý trên giờ (44 km/h; 28 mph). Nó có tầm hoạt động 6.000 hải lý (11.000 km; 6.900 mi) ở tốc độ đường trường 12 hải lý trên giờ (22 km/h; 14 mph).
Dàn vũ khí chính bao gồm hai tháp pháo 5-inch/38 caliber đa dụng nòng đơn, được dẫn đường bởi hệ thống điều khiển hỏa lực Mark 51; vũ khí phòng không gồm hai khẩu đội Bofors 40 mm L/60 nòng đôi và mười khẩu Oerlikon 20 mm nòng đơn cũng được dẫn đường bởi hệ thống Mark 51. Ngoài ba ống phóng ngư lôi 21 inch (533 mm), vũ khí chống ngầm bao gồm hai đường ray thả mìn sâu, tám máy phóng mìn sâu K-gun cùng một dàn súng cối chống ngầm Hedgehog. Con tàu được trang bị sonar kiểu QC, radar dò tìm mặt biển SL và radar dò tìm không trung SA.
được đặt lườn tại xưởng tàu của hãng Consolidated Steel Corporation ở Orange, Texas vào ngày 6 tháng 6, 1944. Nó được hạ thủy vào ngày 19 tháng 8, 1944, được đỡ đầu bởi bà Willie Lynn Presley, mẹ của Thượng sĩ Presley, và được cho nhập biên chế cùng Hải quân Hoa Kỳ vào ngày 7 tháng 11, 1944 dưới quyền chỉ huy của Hạm trưởng, Thiếu tá Hải quân Richard Thompson Starr Paret.

## Lịch sử hoạt động
Sau khi hoàn tất việc chạy thử máy huấn luyện tại khu vực Bermuda, Presley được sửa chữa sau chạy thử máy, rồi chuẩn bị để được điều động sang khu vực Mặt trận Thái Bình Dương. Nó lên đường, băng qua kênh đào Panama vào ngày 24 tháng 1, 1945, đi đến San Diego, California trước khi tiếp tục hành trình hướng sang khu vực quần đảo Hawaii, và đi đến Trân Châu Cảng. Sau khi thực hành huấn luyện, nó đi đến Nouméa vào ngày 22 tháng 3 và hoạt động tại chỗ cho đến ngày 3 tháng 5, khi nó hộ tống một đoàn tàu vận tải đi sang vịnh Leyte, Philippines. Con tàu đảm nhiệm hộ tống các đoàn tàu vận tải đi lại giữa đảo Manus, Saipan và Ulithi, cũng như đã thực hiện hai chuyến đi đến Okinawa. Nó đang có mặt tại Ulithi khi Nhật Bản chấp nhận đầu hàng vào ngày 15 tháng 8, giúp chấm dứt vĩnh viễn cuộc xung đột.
Đi đến Guam vào ngày 19 tháng 9, Presley thực hiện hai chuyến đi đến Truk nơi nó phục vụ như tàu kiểm soát cảng cũng như tham gia chiếm đóng các đảo còn do lực lượng Nhật Bản trú đóng, trước khi được lệnh quay trở về Hoa Kỳ vào ngày 5 tháng 11. Nó được cho xuất biên chế vào ngày 20 tháng 6, 1946 và đưa về Hạm đội Dự bị Thái Bình Dương, neo đậu tại San Diego, California. Tên nó được cho rút khỏi danh sách Đăng bạ Hải quân vào ngày 30 tháng 6, 1968, và con tàu bị bán để tháo dỡ vào ngày 2 tháng 4, 1970.

## Phần thưởng
Nguồn: Navsource Naval History
|  |  |  |
|  |  |  |

| Huân chương Chiến dịch Hoa Kỳ                 |                                      |                                         |
| Huân chương Chiến dịch Châu Á-Thái Bình Dương | Huân chương Chiến thắng Thế Chiến II | Huân chương Phục vụ Chiếm đóng Hải quân |